# Малая земля (мемориальный ансамбль)
Малая земля — мемориальный ансамбль в городе Новороссийске, составная часть мемориального комплекса «Героям Гражданской войны и Великой Отечественной войны 1941—1945 годов». Мемориал, сооружённый в 1982 году, включён в перечень объектов культурного наследия федерального значения.

## История
В ходе Великой Отечественной войны большая часть Новороссийска была захвачена немецко-фашистскими войсками. В ночь на 4 февраля 1943 года, в результате советской десантной операции 18-й десантной армии Черноморской группы войск и Черноморского флота в районе деревни Станички на западном берегу Цемесской бухты бойцами-добровольцами под командованием майора Ц. Л. Куникова был занят плацдарм, который удерживался 225 дней, до полного освобождения города 16 сентября 1943 года. За мужество и героизм, проявленные при обороне этого клочка земли, получившего название «Малая земля», 21 воин был удостоен звания Героя Советского Союза. А город Новороссийск награждён орденом Отечественной войны 1-й степени и удостоен звания города-героя.
Подвигу воинов-десантников посвящена памятная стела, установленная в 1963 году по проекту архитекторов Г. В. Апраксина и Т.Н. Богоявленской. Впоследствии она стала частью грандиозного мемориала Героям Гражданской войны и Великой Отечественной войны 1941—1945 годов, сооружённого в 1972—1982 годах и включающего мемориалы «Малая земля», «Линия обороны» и «Морякам революции».
Стела составила архитектурный ансамбль с мемориалом «Малая земля», возведённым в 1977-1982 годах на самом берегу Цемесской бухты по проекту архитекторов Я. Б. Белопольского, Р. Г. Кананина, В. И. Хавина и скульптора В. Е. Цигаля (участника боёв за Новороссийск). Центром динамичной пространственной композиции ансамбля, торжественно открытого 16 сентября 1982 года, в день 39-й годовщины разгрома немецко-фашистских войск, является стилизованное изображение десантного корабля (образующие своеобразную наклонную треугольную арку две мощные балки, сходящиеся на высоте около 22 метров), на бортах которого расположены скульптурные изображения. По замыслу авторов, левый борт закреплён на суше, правый — в море (но впоследствии к берегу намело гальку, и получился пляж). На левой стороне размещена 50-тонная бронзовая скульптурная группа: фигуры пехотинца, моряка, танкиста, девушки-санинструктора, слитые в едином наступательном порыве, как бы застывших за секунду до боя (запечатлён момент прыжка с десантного катера на занятый врагом берег). На самой вершине написаны слова из «Воспоминаний» Л. И. Брежнева: 
Горела земля, дымились камни. Плавился металл, рушился бетон. Но люди, верные своей клятве, не попятились с этой земли.
Подпись Л. И. Брежнева не сохранилась. 
Правую сторону украшает барельеф с лицами бойцов, рвущихся на врага (они символизируют пополнение, прибывающее водным путём на «Малую землю»). 
Вокруг памятника — нетронутая территория со следами боёв, на ней можно увидеть поросшие травой окопы, рвы, траншеи, ходы сообщений и воронки от снарядов.
Помещения внутри мемориала занимает музей — Галерея боевой славы с 30 барельефами – портретами Героев Советского Союза и 22 знамёнами из красного карельского гранита, на которых размещены списки частей и соединений, принимавших участие в боях за Новороссийск.
Скульптурная композиция в центре Галереи представляет собой мозаичное панно с текстом клятвы малоземельцев:
…Отвоеванный нами от врага клочок земли под городом Новороссийском мы назвали Малой землей. Она хоть и мала, но это земля наша, советская, она полита нашим потом, нашей кровью, и мы ее никогда и никакому врагу не отдадим… Клянемся своими боевыми знаменами, именем наших жен и детей, именем нашей любимой Родины, клянемся выстоять в предстоящих схватках с врагом, перемолоть их силы и очистить Тамань от фашистских мерзавцев. Превратим Малую землю в большую могилу для гитлеровцев!
и бронзовой позолоченной капсулой «Сердце», в которой находятся имена погибших героев битвы за Новороссийск. В галерее непрерывно звучит музыкальная поэма «Память» композитора Е. Н. Птичкина в исполнении мужской капеллы под аккомпанемент Государственного симфонического оркестра. 
Ежегодно 8 мая у памятника-ансамбля «Малая земля» проводится торжественный ритуал «Память», в ходе которого в капсулу «Сердце» вкладываются фамилии погибших, обнаруженные сотрудниками музея в течение года. Когда посетители поднимаются к капсуле, они находятся на высоте 22,5 метра, что символизирует 225 дней ожесточенных боёв.
Ставшая одним из главных символов Новороссийска «Малая земля» — единственный подобный мемориал-музей в России как по своим архитектурным характеристикам, так и по внутреннему содержанию.
Монумент простоял без капитального ремонта 40 лет при гарантийном сроке в 30 лет. В ноябре 2022 года глава Следственного комитета России А. Н. Бастрыкин поручил возбудить уголовное дело из-за бездействия должностных лиц по реставрации мемориала. В 2023 году подготовлен проект реконструкции мемориального ансамбля, предусматривающий организацию мест отдыха горожан, новых пешеходных дорожек, новое освещение и озеленение. Его реализация — составная часть полномасштабных работ по реставрации всего мемориального комплекса «Героям Гражданской войны и Великой Отечественной войны 1941—1945 годов», запланированной на период с 2024 по 2026 год.

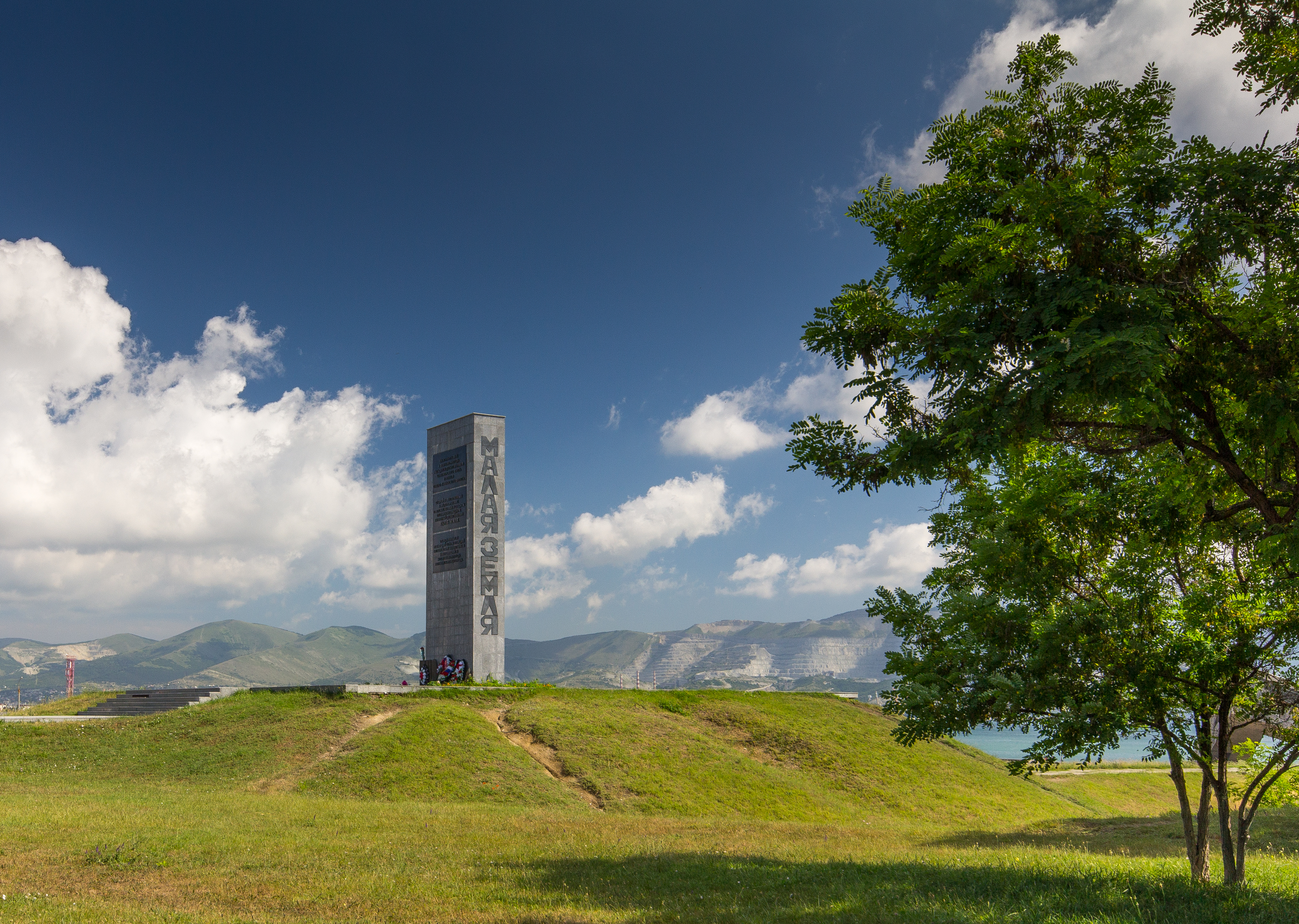
Памятная стела
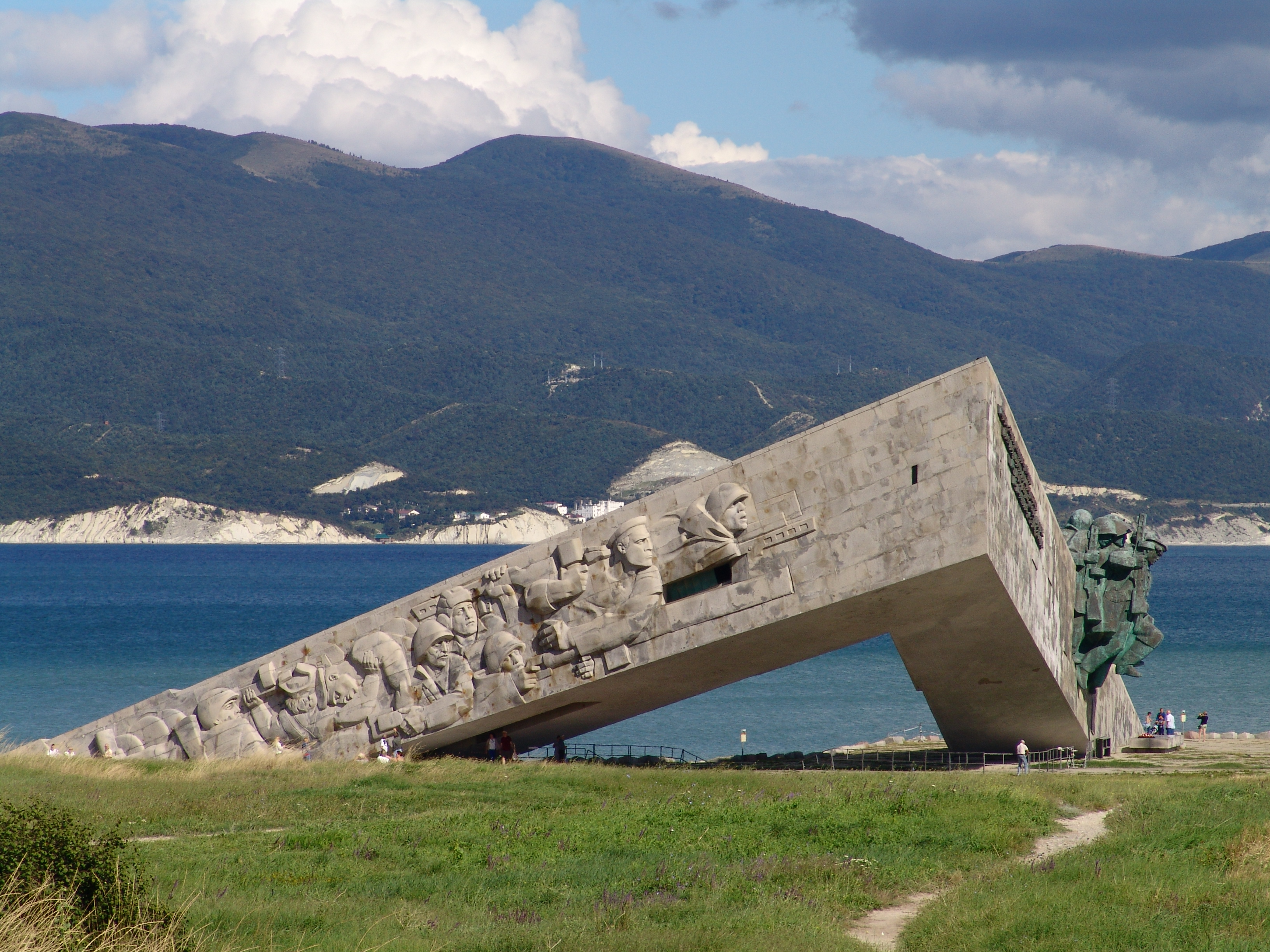
Вид на правую сторону мемориала
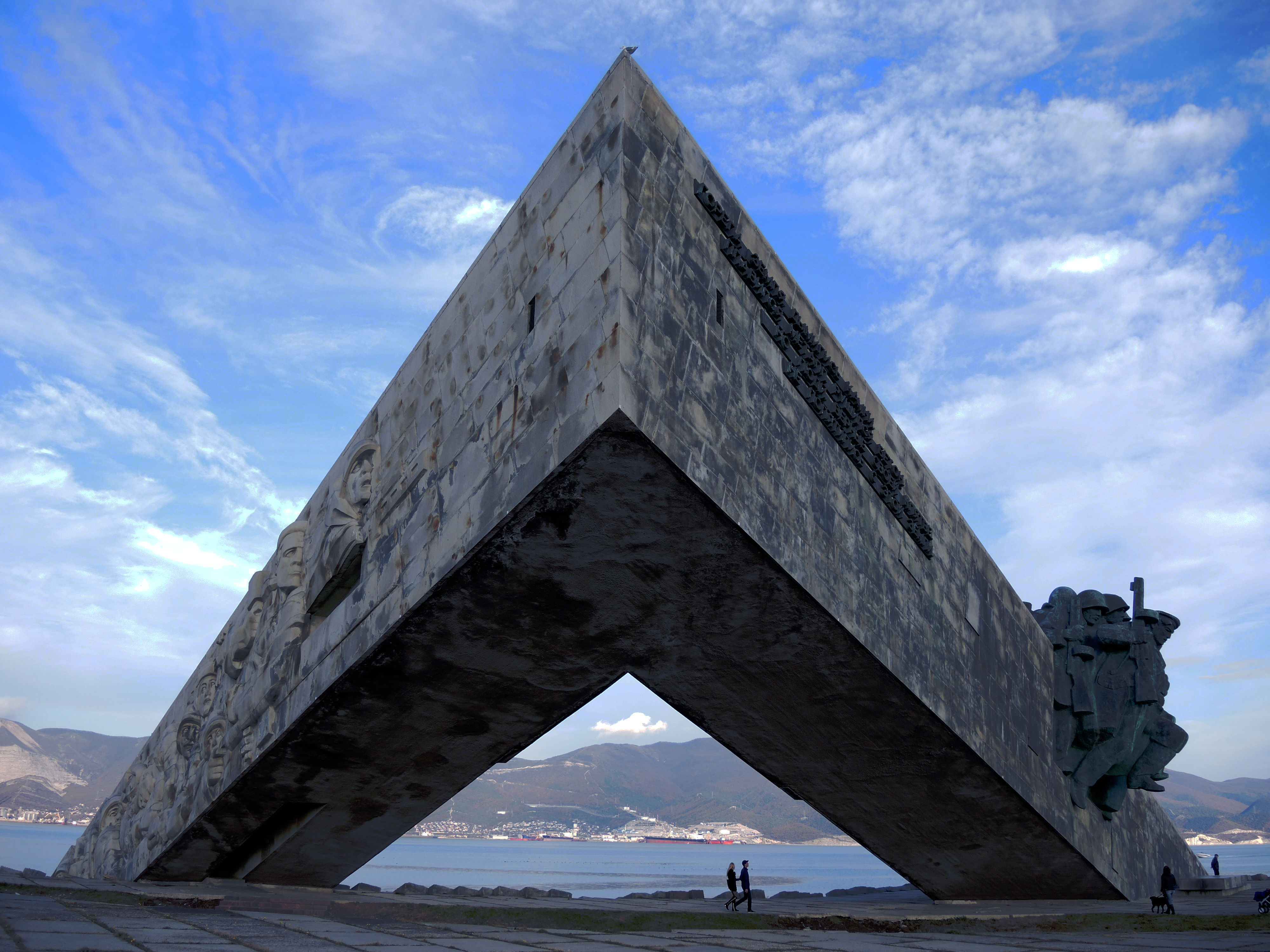
Арка
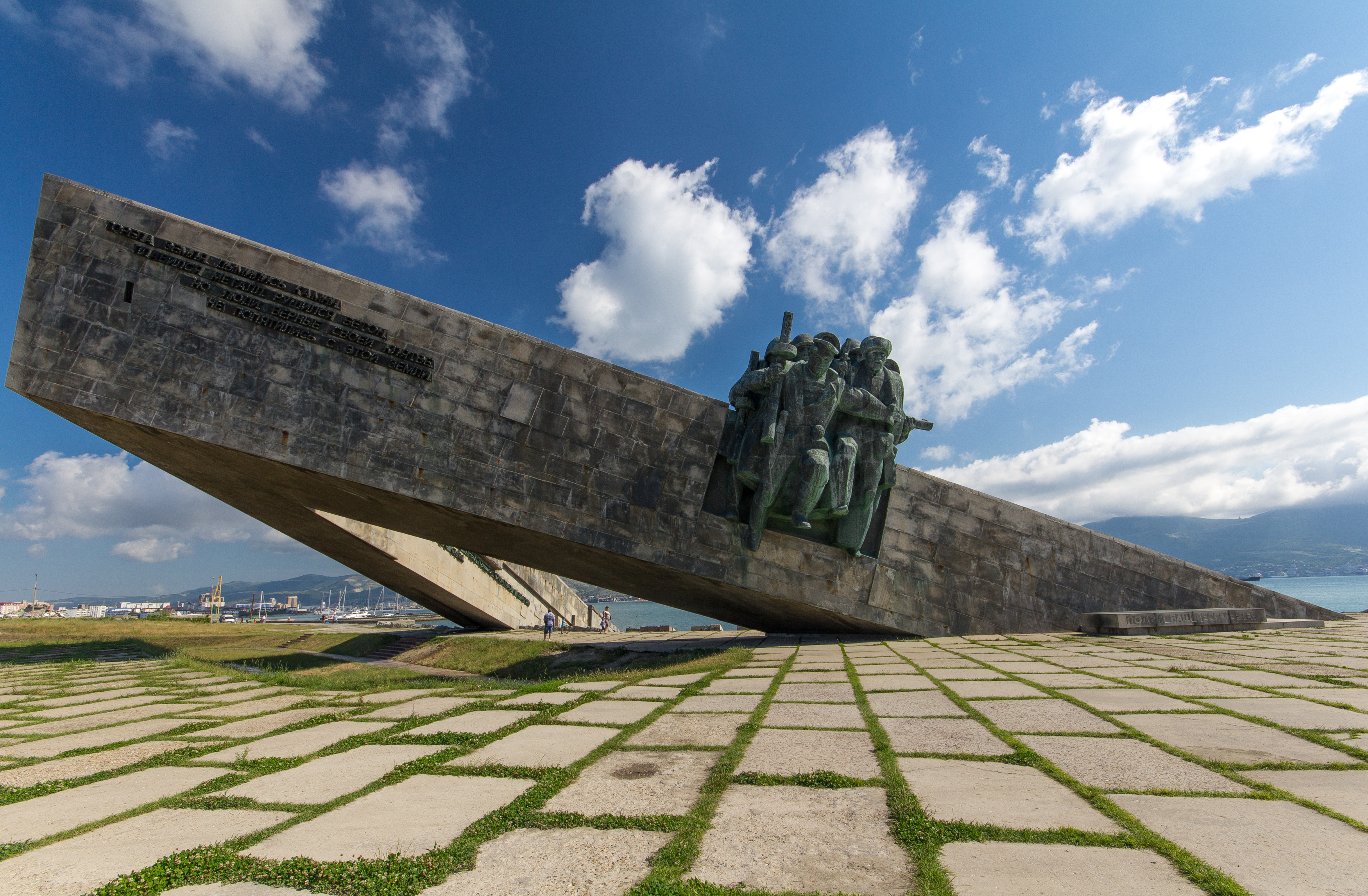
Вид на левую сторону мемориала
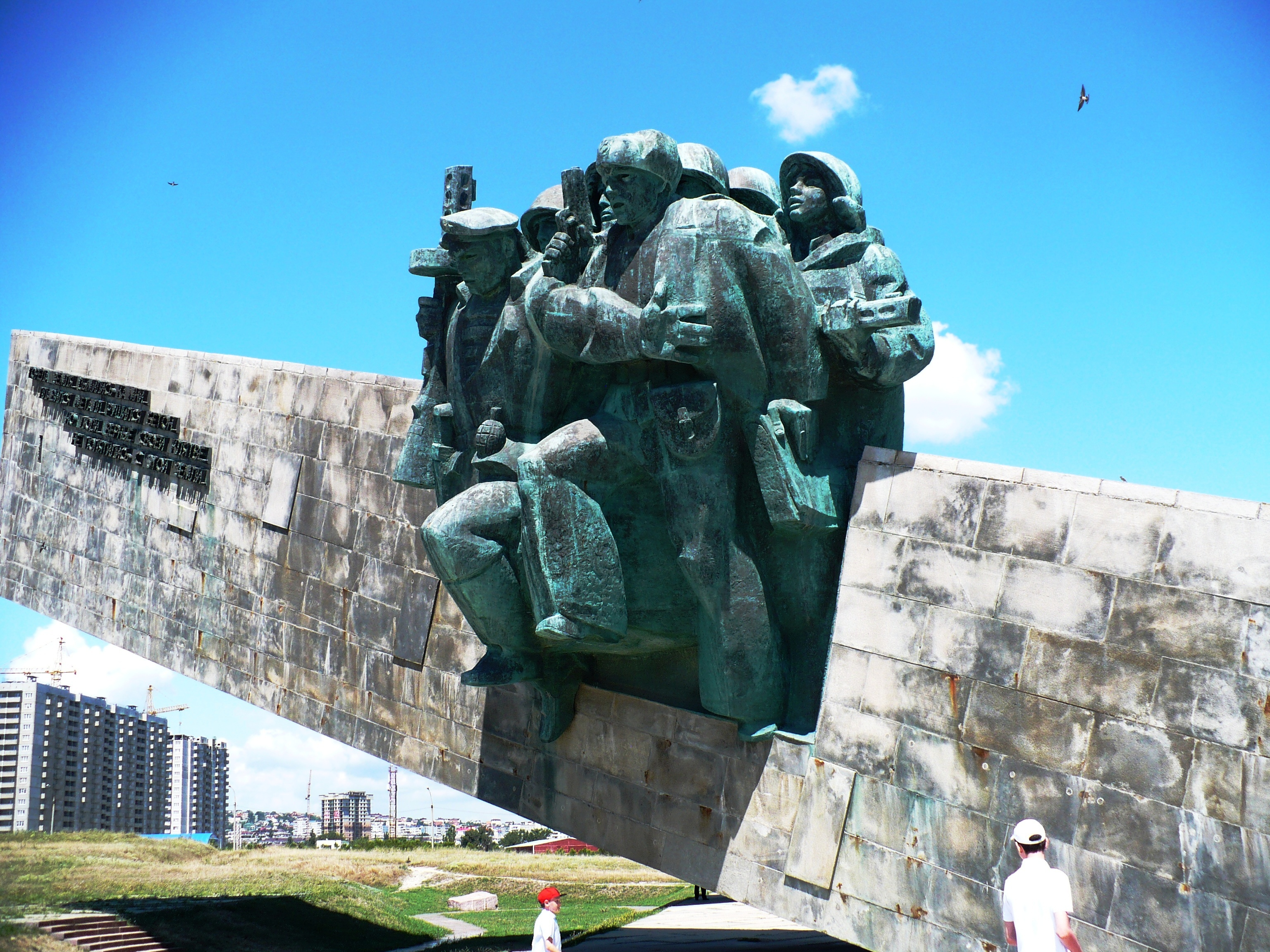
Скульптурная группа
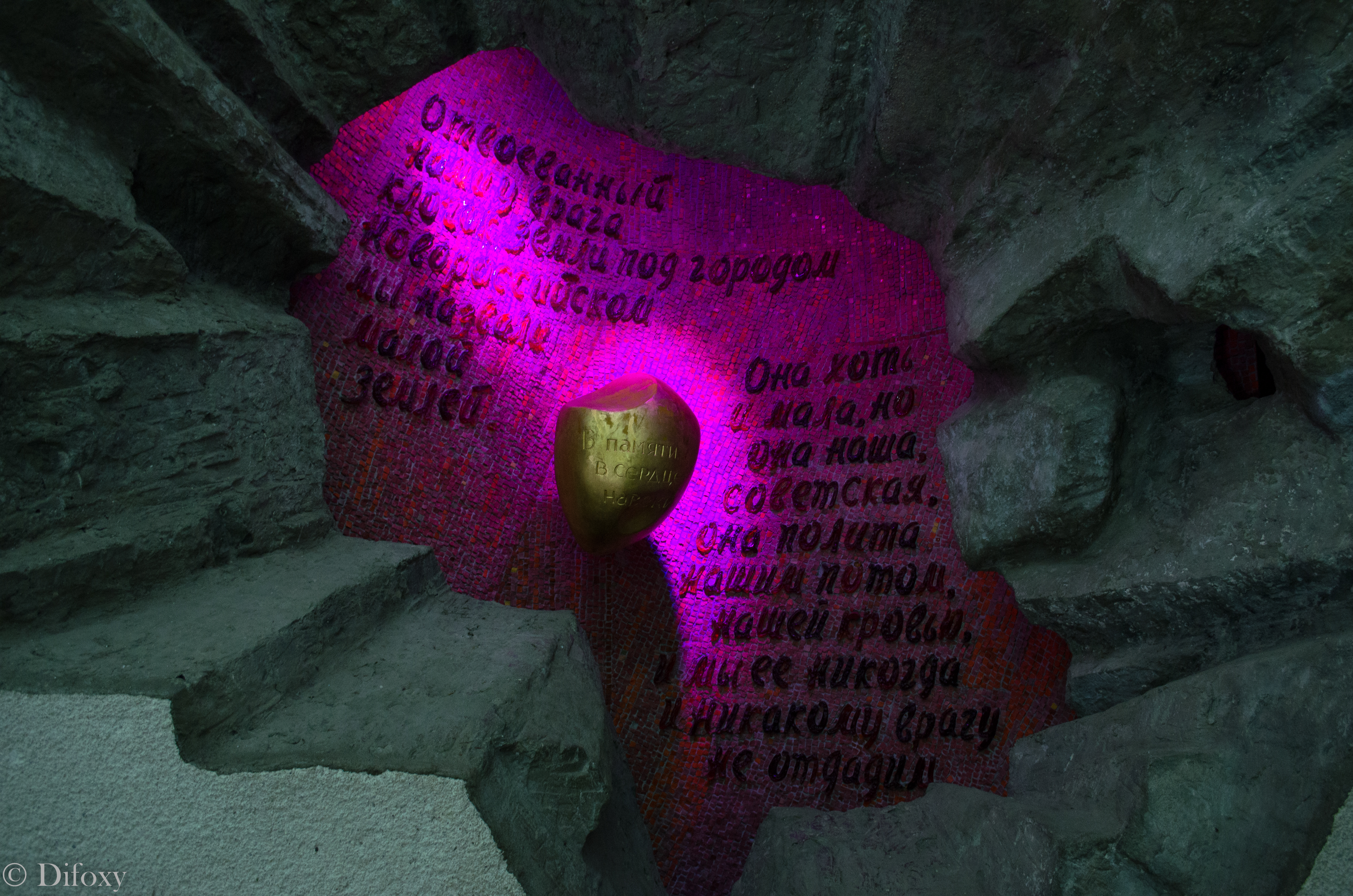
Капсула «Сердце»